# Brücken- und Übersetzfahrzeug PDP

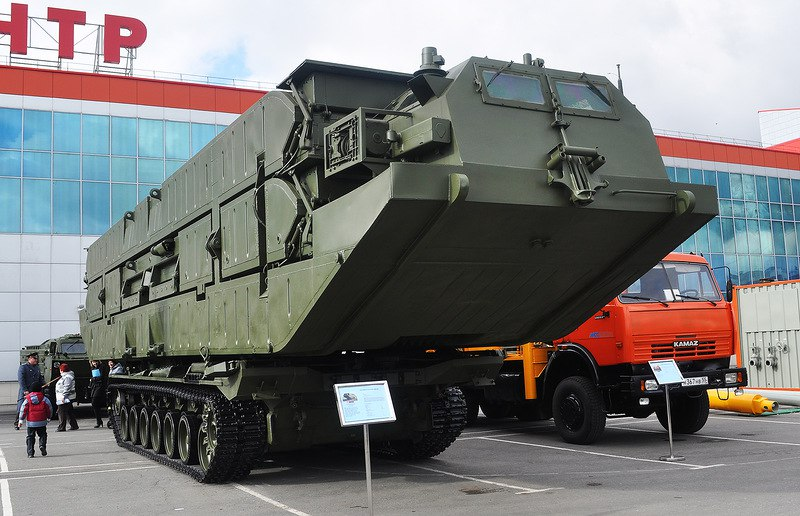
Das PDP im Jahr 2015

Das Brücken- und Übersetzfahrzeug PDP oder Erzeugnis 561P (russisch: Переправочно-десантный паром ПДП (Изделие 561П)) ist eine russische Schwimmschnellbrücke basierend auf einem Kettenchassis.

## Systembeschreibung
Das Einsatzkonzept derartiger militärischer Schwimmschnellbrücken sieht vor, dass schweren Fahrzeugen wie Kampfpanzer, mobile Artilleriesysteme, Schützenpanzer und Militärkonvois im Rahmen ihrer Mobilität ein ungehindertes Passieren von Wasserflächen ermöglicht wird, ohne deren Vorstoßzeit im Übermaß zu beeinträchtigen. Insbesondere die Passage schwieriger topographischer Hindernisse stellt für jeden militärischen Verband eine verwundbare Situation, gerade für Luftangriffe, dar.
Das PDP-System kann hierbei mit anderen Einheiten aneinandergekoppelt oder im Fährbetrieb (einzeln oder gekoppelt) eingesetzt werden. Die Überwindung großer Wasserflächen ist dabei, anders als bei Panzerschnellbrücken, leicht durchführbar. Das PMM-Wolna-System aus den 1970er-Jahren war konzeptionell mit dem PDP identisch, allerdings ging man beim moderneren PDP wieder zu einem kettengetriebenen Basisfahrzeug zurück.

## Technische Daten
→Quelle der Daten:
- Masse: 29,5 t
- Tragfähigkeit: 60 t
- Bedienmannschaftsstärke: 2
- Abmessungen über Wasser:
  - Länge: 16,50 m
  - Breite: 10,27 m

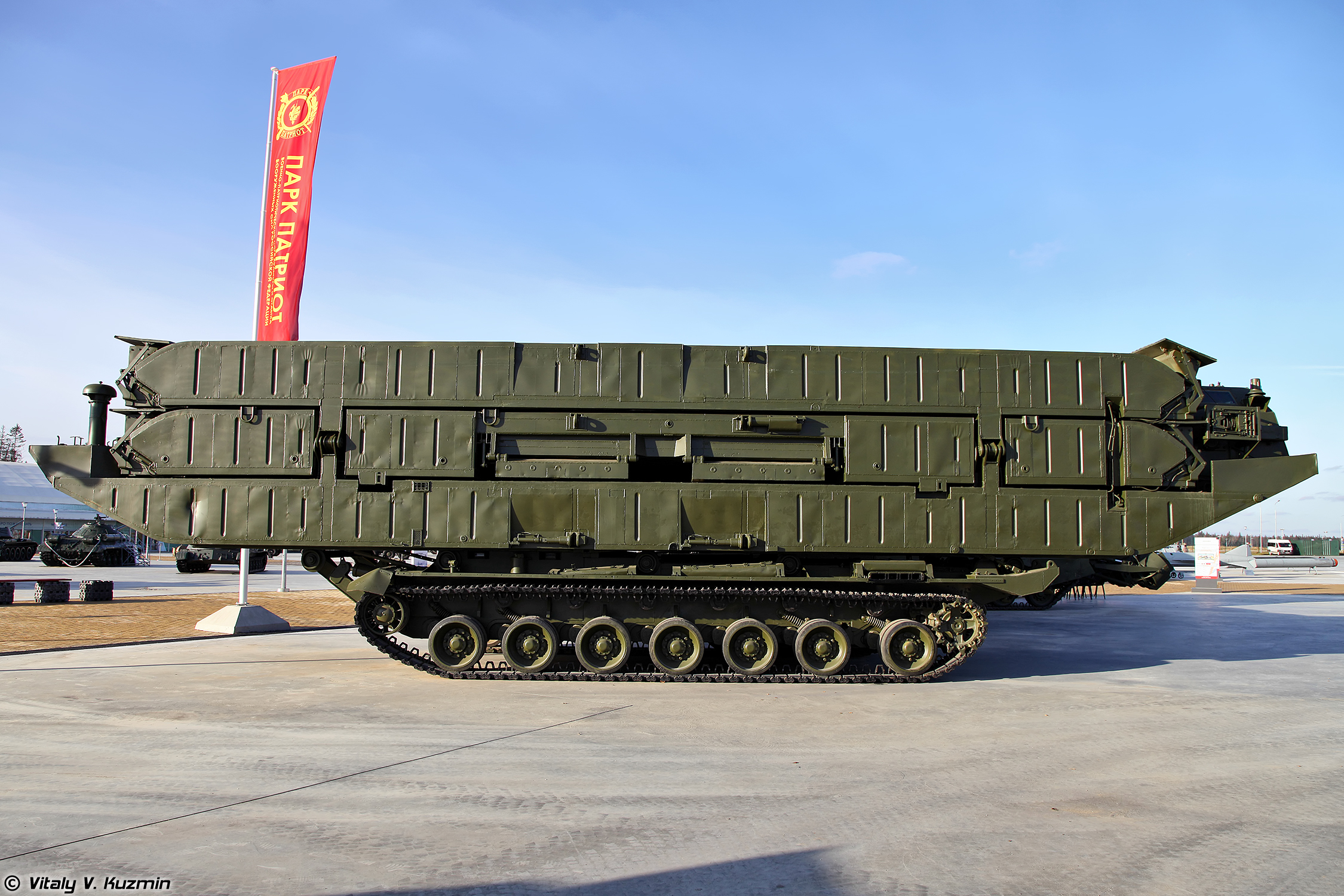
Seitenansicht einer PDP-Einheit

- Motorleistung des Kettenfahrzeuges: 330 PS
- Höchstgeschwindigkeit im Wasser:
  - Ohne Last: 12 km/h
  - Mit einer Last von 60 Tonnen: 10 km/h
- Reichweite auf Kraftstoff: 10 Stunden